# Paramesodes montanus
Paramesodes montanus är en insektsart som beskrevs av Rao 1989. Paramesodes montanus ingår i släktet Paramesodes och familjen dvärgstritar. Inga underarter finns listade i Catalogue of Life.